# Boston Town F.C.
Boston Town F.C. là câu lạc bộ bóng đá Anh tọa lạc ở Boston, Lincolnshire. Hiện tại CLB là thành viên của United Counties League Premier Division và thi đấu trên sân vận động mới được đổi tên DWB Stadium ở Tattershall Road.

## Lịch sử
CLB được thành lập với tên gọi Boston F.C. năm 1964 bởi các cựu nhân viên của Boston United, những người lo lắng khi vấn đề tài chính của đội bóng sẽ buộc họ thôi việc. Đầu tiên CLB thi đấu ở Mayflower Sports Ground một vài thángs, trước khi chuyển đến sân vận động hiện tại ở Tattershall Road. Họ gia nhập Lincolnshire League, vô địch ngay trong mùa đầu tiên. Họ chuyển qua Central Alliance mùa tiếp đó, họ vẫn tiếp tục vô địch mà không thua trận nào. Năm 1966 họ gia nhập Eastern Counties League. Sau khi kết thúc ở vị trí thứ 6 ở mùa giải đầu tiên, CLB đứng thứ 2 từ dưới lên chung cuộc ở mùa giải 1967–68, buộc họ phải lựa chọn lại. Tuy nhiên, do CLB nằm ở phía bắc ranh giới địa lý của liên đoàn nên họ rút lui và thay vào đó gia nhập Midland League.
CLB vô địch Midland League mùa 1974–75, và mùa giải 1976–77 lần đầu tiên và duy nhất trong lịch sử đến vòng 1 của FA Cup, và thua Barnsley 3-1. Họ vô địch giải đấu lần nữa vào 2 mùa giải 1979–80 và 1980–81, năm 1982 là thành viên của Northern Counties East Football League khi Midland League sáp nhập với Yorkshire League. Sau khi kết thúc ở cuối bảng xếp hạng mùa giải 1986–87 họ chuyển xuống Supreme Division của Central Midlands League. Đội bóng vô địch CML mùa 1988–89, và cho dù đứng thứ 9 chung cuộc mùa giải 1990–91, họ vẫn được chấp nhận thăng hạng lên Premier Division của United Counties League. Mùa giải 1993–94 họ vào đến bán kết của FA Vase, nhưng thua 2–0 sau 2 lượt trận đối đầu với Taunton Town. Năm 1994 đội bóng đổi tên thành Boston Town và vô địch trong mùa giải đầu tiên mang cái tên mới. Họ vô địch UCL lần thứ hai ở mùa 2000–01. Họ vô địch UCL League Cup mùa 2003–04 và một lần nữa ở mùa giải 2006–07.

## Các danh hiệu
- United Counties League
  - Vô địch Premier Division: 1994–95, 2000–01
  - Vô địch League Cup: 2003–04, 2006–07
- Central Midlands League
  - Vô địch Supreme Division: 1988–89
- Midland League
  - Vô địch: 1974–75, 1978–79, 1980–81
  - Vô địch League Cup: 1976–77
- Central Alliance
  - Vô địch: 1965–66
- Lincolnshire League
  - Vô địch: 1964–65
- Lincolnshire Senior Trophy
  - Vô địch: 1973–74, 1979–80, 1980–81, 1981–82, 1988–89, 1989–90, 2008–09
- Lincolnshire Senior B Cup
  - Vô địch: 1965–66

## Các kỉ lục
- Số khán giả đến xem nhiều nhất: 2,700 vs Boston United, Vòng Sơ loại thứ 3 FA Cup, 1970
- Trận thắng đậm nhất: 12–1 vs Clay Cross Works, 1965–66
- Ghi nhiều bàn thắng nhất: Gary Bull, 201, 2005–12
- Ghi nhiều bàn thắng trong một mùa giải nhất: Gary Bull, 57, 2006–07
- Thành tích tốt nhất ở FA Cup: Vòng 1, 1976–77
- Thành tích tốt nhất ở FA Trophy: Vòng 2, 1979–80
- Thành tích tốt nhất ở FA Vase: Bán kết, 1993–94

## Cầu thủ

### Đội hình hiện tại
Tính đến 24 tháng 10 năm 2014
Ghi chú: Quốc kỳ chỉ đội tuyển quốc gia được xác định rõ trong điều lệ tư cách FIFA. Các cầu thủ có thể giữ hơn một quốc tịch ngoài FIFA.
| Số | VT | Quốc gia | Cầu thủ         |
| -- | -- | -------- | --------------- |
| —  | TM | Anh      | Ricky Drury     |
| —  | TM | Anh      | Rob Zand        |
| —  | TM | Anh      | Harry Ashton    |
| —  | HV | Anh      | Courtney Warren |
| —  | HV | Anh      | Tim Lowe        |
| —  | HV | Anh      | Jack Burrows    |
| —  | HV | Anh      | Nick Jackson    |
| —  | HV | Anh      | Loz Lambley     |
| —  | HV | Anh      | Simon Ashton    |
| —  | TV | Anh      | James Petronzio |
| —  | TV | Anh      | Aaron Eyett     |
| —  | TV | Anh      | Dan Barrett     |

| Số | VT | Quốc gia | Cầu thủ          |
| -- | -- | -------- | ---------------- |
| —  | TV | Anh      | Tom Charlesworth |
| —  | TV | Anh      | Craig Mitchell   |
| —  | TV | România  | Lori Borbely     |
| —  | TV | Anh      | James Playford   |
| —  | TV | Anh      | Renzie Lobendhan |
| —  | TV | Anh      | Danny Woods      |
| —  | TV | Anh      | Gary Cross       |
| —  | TĐ | Anh      | Alex Beck        |
| —  | TĐ | Anh      | Ricky Belding    |
| —  | TĐ | Anh      | Lee Wattam       |
| —  | TĐ | Anh      | Jack Wightwick   |